# Bellaphon Records
Bellaphon Records ist ein am 25. November 1963 von Branko (Branislav) Zivanovic gegründetes, deutsches Major-Label mit Sitz in Frankfurt am Main.

## Geschichte
Mit seiner Frau Jutta Riedel, die ein Plattengeschäft in Frankfurt betrieb, gründete Branko Zivanovic in Frankfurt das  Plattenlabel Bellaphon. Branko Zivanovic war diplomierter Maschinenbauingenieur und gelangte 1956 als politischer Flüchtling von Belgrad nach Deutschland. Das Startkapital für die Gründung einer eigenen Plattenfirma verdiente sich Zivanovic als Autowäscher. Grundfarbe aller Etiketten war ein bestimmter Lila-Ton. Die Firma wurde erfolgreich, als sie das damals unbekannte Label Fantasy übernahm und damit in Deutschland alle Tonträger der Creedence Clearwater Revival auf den Markt bringen konnte. Phasenweise hatte man zahlreiche Labels unter Vertrag, wie Penny Farthing, Deutsche Vogue, Milestone Records, Barclay Records u. a. Der Absatz konnte mit Lieferverträgen für die PX-Märkte der US-Streitkräfte in Deutschland erhöht werden. Von ursprünglich 20 Mitarbeitern wuchs die Plattenfirma innerhalb von fünf Jahren auf 105 Angestellte, außerdem steigerte das Label seinen jährlichen Umsatz von drei auf 30 Millionen D-Mark.
1976 übernahm Bellaphon den Vertrieb der Schallplatten von Casablanca Records und damit auch der Gruppe Kiss in Deutschland. Damit gewährleistete Bellaphon die Veröffentlichung der Alben zu nahezu dem gleichen Zeitpunkt, zu dem sie in den USA erschienen. Bellaphon behielt den Vertrieb dieser Alben bis 1981.
Bekannt wurde das Label Bacillus Records, das von dem Produzenten Peter Hauke gegründet wurde und Gruppen wie Nektar, Omega, Karthago, Steamhammer und Wolfgang Ambros auf den westdeutschen Markt brachte. Alle Tonträger wurden in dem Presswerk Taunus-Ton-Technik (TTT) gepresst. Dort wurden später auch Musikkassetten hergestellt. In Österreich wurde ein Tochterunternehmen gegründet, das erfolgreich Volksmusik vermarktete.
Nach dem Tod von Branko Zivanovic führte seine Frau das Geschäft weiter.

## Labels und Sublabels
Das Unternehmen vertreibt Tonträger unter den Labels Bellaphon, Bacillus und L&R. Zu den von Bellaphon vertriebenen Labels zählen 2entertain, Sun Entertainment, Metal Enterprises, Hot Records, Rolled Gold, Jazzmen, Plaza Records und Premium Musik. 1980 übernahm Bellaphon bis zu dessen Pleite 1983 die Vermarktung der Produkte des US-Labels Boardwalk in Deutschland, Großbritannien, Österreich und der Schweiz.

## Genres und Künstler
Bellaphon vermarktet Künstler aus den Bereichen Schlager, Jazz, Rock- und Pop-Musik, Reggae und Dancehall, Punk, Metal sowie World Music. Dazu zählen Künstler wie die Flippers, Die Amigos, Wolfgang Ambros, Franz Lambert, Nektar, Loveland, Papa Wemba, Black Angels, Helden von Gestern, Überflüssig, Hills of Kings sowie Mit Ohne Strom. Im Zuge von Wiederveröffentlichungen werden Alben von Künstlern wie  Edith Piaf, Bob Marley, Johnny Cash, Stevie Wonder, Michael Jackson, Diana Ross, Creedence Clearwater Revival, John Fogerty, Neil Diamond vertrieben. Von 1991 bis 1993 standen die Böhsen Onkelz bei Bellaphon unter Vertrag. In seiner im November 2019 im Hannibal-Verlag erschienenen Autobiographie schreibt Matthias „Gonzo“ Röhr, der Gitarrist der Böhsen Onkelz, über Bellaphon-Inhaber Branko Zivanovic: „Eine eindrucksvolle Erfolgsgeschichte, die auch darauf fußte, dass sich Zivanovic niemals die Frage nach Vorlieben und persönlichem Geschmack stellte, sondern stets das musikalisch vermarktete, was sich bestens verkaufen ließ. Ob ihm das selbst gefiel, spielte dabei in der Auswahl eine äußerst sekundäre Rolle.“

## Vermarktung
Teilweise werden die Künstler vom hauseigenen Verlag Bellver Music betreut.